# Isla Hyatt
Isla Hyatt är en ö i Chile.   Den ligger i regionen Región de Magallanes y de la Antártica Chilena, i den södra delen av landet, 1 700 km söder om huvudstaden Santiago de Chile. Arean är 34 kvadratkilometer.
Terrängen på Isla Hyatt är kuperad. Öns högsta punkt är 713 meter över havet. Den sträcker sig 7,1 kilometer i nord-sydlig riktning, och 12,4 kilometer i öst-västlig riktning.
I omgivningarna runt Isla Hyatt växer i huvudsak barrskog. Trakten runt Isla Hyatt är nära nog obefolkad, med mindre än två invånare per kvadratkilometer.